# فرد قاي
فرد قاي (بالإنجليزية: Fred Guy)‏ هو عازف جاز وعازف قيثارة أمريكي، ولد في 23 مايو 1897 في بوركفيل في الولايات المتحدة، وتوفي في 22 ديسمبر 1971 في شيكاغو في الولايات المتحدة.

## وصلات خارجية
- فرد قاي على موقع IMDb (الإنجليزية)
- فرد قاي على موقع ميوزك برينز (الإنجليزية)
- فرد قاي على موقع أول ميوزيك (الإنجليزية)
- فرد قاي على موقع ديسكوغز (الإنجليزية)